# (3505) Byrd
(3505) Byrd (1983 AM) – planetoida z grupy pasa głównego asteroid okrążająca Słońce w ciągu 5,23 lat w średniej odległości 3,01 j.a. Odkrył ją Brian Skiff 9 stycznia 1983 roku.